# Badminton-Juniorenweltmeisterschaft 2004
Die Badminton-Juniorenweltmeisterschaft 2004 fand vom 21. bis zum 30. Oktober in Richmond, Kanada, statt.

## Medaillengewinner
| Disziplin    | Gold                          | Silber                       | Bronze                        |
| ------------ | ----------------------------- | ---------------------------- | ----------------------------- |
| Herreneinzel | Chen Jin                      | Gong Weijie                  | Hwang Jung-woon               |
| Herreneinzel | Chen Jin                      | Gong Weijie                  | Lee Cheol-ho                  |
| Dameneinzel  | Cheng Shao-chieh              | Lu Lan                       | Ha Jung-eun                   |
| Dameneinzel  | Cheng Shao-chieh              | Lu Lan                       | Wang Lin                      |
| Herrendoppel | Hoon Thien How Tan Boon Heong | Lee Yong-dae Jung Jung-young | Yoo Yeon-seong Jeon Jun-bum   |
| Herrendoppel | Hoon Thien How Tan Boon Heong | Lee Yong-dae Jung Jung-young | He Hanbin Shen Ye             |
| Damendoppel  | Tian Qing Yu Yang             | Feng Chen Pan Pan            | Greysia Polii Heni Budiman    |
| Damendoppel  | Tian Qing Yu Yang             | Feng Chen Pan Pan            | Ha Jung-eun Oh Seul-ki        |
| Mixed        | He Hanbin Yu Yang             | Muhammad Rizal Greysia Polii | Lee Sheng-mu Cheng Shao-chieh |
| Mixed        | He Hanbin Yu Yang             | Muhammad Rizal Greysia Polii | Lee Yong-dae Park Soo-hee     |
| Mannschaft   | Volksrepublik China           | Südkorea                     | Indonesien                    |

## Medaillenspiegel
| Platz | Land                | Gold | Silber | Bronze | Gesamt |
| ----- | ------------------- | ---- | ------ | ------ | ------ |
| 1     | Volksrepublik China | 4    | 3      | 2      | 9      |
| 2     | Chinesisch Taipeh   | 1    | 0      | 1      | 2      |
| 2     | Malaysia            | 1    | 0      | 1      | 2      |
| 4     | Südkorea            | 0    | 2      | 6      | 8      |
| 5     | Indonesien          | 0    | 1      | 1      | 2      |

## Endrundenergebnisse

### Herreneinzel
|  | Halbfinale | Halbfinale      | Halbfinale | Halbfinale | Halbfinale |  |  | Finale | Finale      | Finale | Finale | Finale |
|  |            |                 |            |            |            |  |  |        |             |        |        |        |
|  |            |                 |            |            |            |  |  |        |             |        |        |        |
|  |            | Chen Jin        | 15         | 15         |            |  |  |        |             |        |        |        |
|  |            | Hwang Jung-woon | 1          | 4          |            |  |  |        |             |        |        |        |
|  |            |                 |            |            |            |  |  |        | Chen Jin    | 12     | 15     | 17     |
|  |            |                 |            |            |            |  |  |        | Gong Weijie | 15     | 8      | 14     |
|  |            | Lee Cheol-ho    | 15         | 9          | 2          |  |  |        |             |        |        |        |
|  |            | Gong Weijie     | 8          | 15         | 15         |  |  |        |             |        |        |        |
|  |            |                 |            |            |            |  |  |        |             |        |        |        |

### Dameneinzel
|  | Halbfinale | Halbfinale       | Halbfinale | Halbfinale | Halbfinale |  |  | Finale | Finale           | Finale | Finale | Finale |
|  |            |                  |            |            |            |  |  |        |                  |        |        |        |
|  |            |                  |            |            |            |  |  |        |                  |        |        |        |
|  |            | Cheng Shao-chieh | 11         | 11         |            |  |  |        |                  |        |        |        |
|  |            | Ha Jung-eun      | 4          | 2          |            |  |  |        |                  |        |        |        |
|  |            |                  |            |            |            |  |  |        | Cheng Shao-chieh | 11     | 11     |        |
|  |            |                  |            |            |            |  |  |        | Lu Lan           | 7      | 5      | 9      |
|  |            | Wang Lin         |            |            |            |  |  |        |                  |        |        |        |
|  |            | Lu Lan           | wo         |            |            |  |  |        |                  |        |        |        |
|  |            |                  |            |            |            |  |  |        |                  |        |        |        |

### Herrendoppel
|  | Finale |                               |    |    |    |
|  |        |                               |    |    |    |
|  |        | Hoon Thien How Tan Boon Heong | 15 | 3  | 15 |
|  |        | Lee Yong-dae Jung Jung-young  | 6  | 15 | 12 |
|  |        |                               |    |    |    |